# Kaneko Daiki
Daiki Kaneko (sinh ngày 28 tháng 8 năm 1998) là một cầu thủ bóng đá người Nhật Bản.

## Sự nghiệp câu lạc bộ
Daiki Kaneko đã từng chơi cho Shonan Bellmare.